# Rudolf Bockelmann
Rudolf Bockelmann (Bad Bodenteich, 2 de abril de 1892 - Dresde, 9 de octubre de 1958) fue un cantante de ópera (bajo-barítono) alemán.

## Biografía
Nacido en Bodenteich, cerca de Lüneburg en 1892, estudió canto en Leipzig con Oscar Lassner y Shedemantel. Debutó en la Ópera de Leipzig como el Heraldo de Lohengrin en 1921. Entre 1926 y 1932 cantó en la Ópera de Múnich y de 1932 a 1945 en la Ópera de Berlín, mientras que en el Festival de Bayreuth lo hizo desde 1928 hasta 1942, allí interpretó también al Holandés, a Gúnther (El ocaso de los dioses), a Wotan (El Anillo del Nibelungo), a Kurwenal (Tristán e Isolda) y a Sachs (Los maestros cantores de Núremberg). 
No actuó fuera de Alemania salvo en contadas ocasiones junto a Wilhelm Furtwängler (Covent Garden de 1929 a 1938 y Ópera de Chicago de 1930 a 1932). Estrenó el papel protagonista de La vida de Orestes de Ernst Krenek. 
Enseñó canto en Dresde desde 1946 y, más tarde, en Leipzig hasta 1956. 
Murió el 9 de octubre de 1958 en Dresde.
En su escaso legado discográfico destaca su interpretación de Kurwenal en el Festival de Bayreuth de 1928, con dirección de Elmendorff.
- Datos: Q87000
- Multimedia: Rudolf Bockelmann / Q87000